# Олимпийский комитет Танзании
Олимпийский комитет Танзании (Tanzania Olympic Committee) — организация, представляющая Танзанию в международном олимпийском движении. Основан в 1968 году, официально зарегистрирован в МОК в том же году. Принимает участие в Олимпийских Играх, как Танзания, начиная с 1968 года.
На Летних Олимпийских Играх 1964 года спортсмены Танзании представляли республику Танганьика.
Штаб-квартира расположена в Дар-эс-Саламе. Является членом Международного олимпийского комитета, Ассоциации национальных олимпийских комитетов Африки и других международных спортивных организаций. Осуществляет деятельность по развитию спорта в Танзании.
В настоящее время комитет возглавляет Гулам А. Рашид, пост генерального секретаря занимает Филберт Байи (серебряный призёр Летних Олимпийских Игр 1980 года в беге на 3000 метров с препятствиями).